# Estadio Villa Concepción
El Estadio Villa Concepción es un estadio de fútbol que será ubicado en el barrio Las Delicias de la ciudad de Minas, en el departamento de Lavalleja, Uruguay, y será construido en 2014. Tendrá una capacidad para 15.000 espectadores y pertenecerá al Club Sportivo Minas Fútbol Club . En él se jugarán los partidos más importantes del Campeonato Minuano, junto al Estadio Juan Antonio Lavalleja, organizados por la Liga Minuana de Fútbol de Lavalleja. A nivel de las selecciones de Lavalleja se utilizará para la Copa Nacional de Selecciones del Interior Sub-18, organizada por la OFI.